# Karlheinz Bieber
Karlheinz Bieber (* 10. Oktober 1926 in Berlin; † 2014) war ein deutscher Regisseur, Drehbuchautor und Schriftsteller.

## Leben
Karlheinz Bieber wurde am 10.10.1926 in Berlin-Kreuzberg in der Urbanstraße als zweiter Sohn des Direktors der Mitteldeutschen Hotel- und Verkehrs AG Richard Bieber und seiner Frau Elsa (geb. Schreiner) geboren. Die mütterliche Familie hatte jüdische Wurzeln.
Bedingt durch die entsprechenden Entwicklungen vor allem in Berlin zog die Familie mit den beiden kleinen Kindern 1928 nach Breslau, wo der Vater als Direktor des Hotel Vier Jahreszeiten und später den Ratsstuben tätig war. Die Großmutter mütterlicherseits (Fanny Rosenfeld) war bereits im KZ Ghetto Theresienstadt interniert. 
Im Laufe des Zweiten Weltkrieg wurde Karlheinz Bieber noch als Junge zur Flugabwehr abkommandiert und später in der Schlacht um Breslau im Häuserkampf schwer verwundet. 
Nach dem Fall Breslaus und dem Ende des Zweiten Weltkrieg übersiedelte die Familie zunächst nach Greußen in Thüringen, wo sein Bruder Joachim Bieber als einer der Greußener Jungs sein Leben verlor, er selbst entkam. 
Er machte in Jena sein Notabitur, absolvierte danach erfolgreich eine Maurerlehre in Erfurt und studierte von 1947 bis 1949 in Jena Germanistik. 
Von 1949 bis 1952 absolvierte er ein Regiestudium in Babelsberg und erhielt anschließend bei der DEFA erste Arbeitsaufträge als Regieassistent. Bereits 1955 fing er beim noch jungen Deutschen Fernsehfunk in Berlin-Adlershof als Regisseur und Drehbuchautor an. Neben seiner Tätigkeit für Fernsehfilme führte er auch als Gast am Theater Regie. 
1959 erfolgte seine Übersiedlung in die Bundesrepublik Deutschland nach Hamburg, wo er ab 1960 zunächst bei dem NWDR Nordwestdeutscher Rundfunk und später bei der UFA in Düsseldorf als Regisseur arbeitete. 1962 bis 1964 war er Hauptabteilungsleiter der neu gegründeten Abteilung Unterhaltung & Dokumentarspiel beim ZDF. Von 1965 bis 1972 arbeitete er vor allem zusammen mit der Elan Film Gierke & Co (München) hauptsächlich an ZDF-Produktionen, später auch als freier Regisseur und Drehbuchautor. 

## Filmografie (Auswahl)
Regieassistenz (Auswahl)
- 1952: Roman einer jungen Ehe
- 1953: Geheimakten Solvay
- 1953: Das kleine und das große Glück'

Regie (Auswahl)
- 1955: Hotelboy Ed Martin (mit Katharina Matz, Ulrich Thein)
- 1964: Der Gelbe Pullover (mit Christine Oesterlein, Regine Lutz)
- 1964: Das Geschenk der Weisen (mit Margot Philipp, Hilde Sessak, Gerhard Borman)
- 1965: Adlig sein dagegen sehr (mit Monika Dahlberg, Regine Lutz, Klaus Löwitsch, Richard Lauffen)
- 1965: Anatomie eines Unfalls (mit Vera Tschechowa, Horst Janson, Sylvia Frank
- 1965: Niemandsland (mit Ilse Steppat,  Romuald Pekny, Isabelle Carlson)
- 1965: Rendezvous mit Annegret (mit Gerlinde Locker, Herta Fahrenkrog, Peter Garden)
- 1966: Hinter diesen Mauern (mit Fritz Wepper)
- 1966: Kein Freibrief für Mord (mit Gisela Uhlen, Marthe Keller, Richard Lauffen, Hermann Lenschau)
- 1966: Das Rätsel von Foresthouse (mit Carola Höhn (Schauspielerin), Horst Janson, Isabelle Carlson
- 1966: Conan Doyle und der Fall Edalji (mit Barbara Schmidt, Richard Lauffen, Paul Klinger)
- 1966 Graf Kozsibrovszky macht ein Geschäft (mit Karl Michael Vogler, Monika Peitsch, Gregor von Rezzori)
- 1967:Ein Toter braucht kein Alibi (mit Wolfgang Kieling, Eva Pflug, Karl Michael Vogler)
- 1968: Eine etwas sonderbare Dame (mit Brigitte Horney, Eva Pflug, Monika Peitsch)
- 1968: Die Aufgabe (mit Hannelore Schroth, Inge Langen)
- 1968: Altaich (mit Ilse Steppat, Beppo Brem, Michl Lang, Ludwig Schmid-Wildy)
- 1969: Gin mit Tollkirsche (mit Joachim Teege, Barbara Schmidt, Helmut Janatsch)
- 1969: Asternplatz 10 Uhr 6 (mit Ilse Pagé, Maria Hofen, Hans Deppe
- 1970: den zweiten Tatort: Saarbrücken, an einem Montag (mit Dieter Eppler, Manfred Heidmann, Eva Maria Meineke, Barbara Schmidt)
- 1969-1970: inszenierte er für das ZDF die 6-teilige Fernsehserie Tausendundeine Nacht (Fernsehserie), eine der aufwändigsten Großproduktionen des ZDF der 1960er mit hunderten von Darstellern und Statisten, u.a. Joachim Teege, Vera Tschechowa, Hannelore Elsner, Hanna Burgwitz
- 1975: Kennwort: Fasanenjagd München 1945 (mit Karl-Michael Vogler, Richard Lauffen, Eva Maria Meineke, Annette Bieber)
- 1980: Ein Park für alle, 12-teilige Fernsehserie (mit Olga Valéry, Regina Hoffmann, Christian Bojarski, Ernst H. Hilbich
- 1984-1993: die (nicht veröffentlichte) 5-teilige Dokumentarspielserie "Diamanten" (Arbeitstitel).

## Theater
- 1957: Carl Zuckmayer: Der Gesang im Feuerofen (Volkstheater Rostock)

## Hörspiele
- 1993: Stormy und der Rat der Geister – Regie: Jörgpeter Ahlers (Kinderhörspiel nach Stormy in Indien – NDR)

## Reisen & Bücher
Ab 1980 unternahm er viele Auslandsreisen, besonders nach Indien, Pakistan, Ägypten, Brasilien und die USA. Während er auf diesen Weltreisen verschiedene Filmprojekte realisierte, entwickelte er in Folge die Idee zu der soziokulturellen Jugendbuchreihe über den kleinen Schiffskobold Stormy, die in den frühen 1990er Jahren von rororo-Rotfuchs veröffentlicht wurde, wofür er das Pseudonym David Dorson erfand. 
- 1992: Stormy in Indien - Eine Rikscha für Ranja (Rowohlt Rotfuchs 665)
- 1992: Stormy in Italien - Manege frei für Marcello (Rowohlt Rotfuchs 666)
- 1993: Stormy in Ägypten - Alle Achtung, Ali (Rowohlt Rotfuchs 667)
- 1993: Stormy in Brasilien - Carmo contra X und O (Rowohlt Rotfuchs 684)
- 1993: Stormy in Tansania - Das tolle Tempo des Tatu (Rowohlt Rotfuchs 699)

Eine Weiterführung und filmische Bearbeitung ist in Planung 

## Privates
Karlheinz Bieber heiratete 1957 die aus Dresden, Weißer Hirsch stammende Schauspielerin Barbara Schmidt (gest. 2008). Aus dieser Ehe gingen 3 Kinder hervor, Andreas Bieber, Annette Bieber und Benjamin Bieber. Er verstarb im Jahr 2014 im Familienkreis.